# Translatio imperii
Translatio imperii (tiếng La Tinh có nghĩa là "chuyển giao quyền cai trị") là một khái niệm lịch sử nổi bật vào thời Trung cổ trong suy nghĩ và cách viết của các nhóm dân cư thượng lưu ở châu Âu, nhưng trên thực tế đây là một khái niệm từ thời cổ đại. Trong khái niệm này, về mặt lý thuyết, quá trình suy thoái và sụp đổ của một đế chế đang được thay thế bằng sự kế thừa tự nhiên từ đế chế này sang đế chế khác. Translatio ngụ ý rằng một đế chế về mặt lịch sử có thể được chuyển giao từ triều đại này sang triều đại khác và từ nơi này sang nơi khác, từ thành Troy sang người La Mã và người Hy Lạp sang người Frank và xa hơn nữa là đến Tây Ban Nha, và do đó nó tồn tại liền mạch.
Trong thời cổ đại, người đầu tiên sử dụng khái niệm này là Vergilius, theo truyền thống ông được xếp hạng là một trong những nhà thơ vĩ đại nhất của Thành Rome. Trong tác phẩm Aeneis, được coi là sử thi quốc gia của La Mã cổ đại, ông đã liên kết thành Rome nơi ông sống, do hoàng đế đầu tiên Caesar Augustus trị vì, với thành Troy. Diễn ngôn về translatio imperii có thể được bắt nguồn từ thế kỷ thứ IX đến thế kỷ thứ XIV, và có thể được tiếp tục sang thế kỷ thứ XVI hoặc thậm chí xa hơn. Trong thời kỳ cận đại, Translatio imperii đã được nhiều tác giả sử dụng với mong muốn hợp pháp hóa trung tâm quyền lực mới của họ và mang lại uy tín cho nó. Ở Florence thời Phục hưng, các nhà nhân văn đã viết những bài thơ tiếng La Tinh coi thành phố của họ là Rome mới, và các thành viên của gia đình Medici là những người cai trị La Mã.
Nói một cách tổng quát hơn, lịch sử theo khái niệm này được xem như một sự kế thừa tuyến tính của các cuộc chuyển giao quyền lực tối cao vào một người cai trị duy nhất, một "hoàng đế", hoặc đôi khi thậm chí là một số hoàng đế, ví dụ: Đế quốc Đông La Mã và Đế chế La Mã Thần thánh. Khái niệm này gắn liền với translatio studii, phong trào chuyển giao kiến thức theo địa lý. Cả hai thuật ngữ này được cho là có nguồn gốc từ chương thứ 2 của Sách Đa-ni-en trong Kinh thánh tiếng Do Thái (verses 39–40).